# Jessie Loutit
Jessie Loutit, née le 3 novembre 1988 à Fort Simpson, est une rameuse canadienne.

## Carrière
Elle est médaillée d'argent du deux sans barreur aux Jeux panaméricains de 2019 à Lima. 